# Javier Orozco
Javier Antonio Orozco Peñuelas (Irapuato, Guanajuato, México; 16 de noviembre de 1987) es un exfutbolista y entrenador mexicano que se desempeñaba como delantero. Es el máximo goleador en la historia de la Concacaf Liga Campeones con 25 goles anotados. Utilizaba el número 27 en honor a su ídolo, Carlos Hermosillo.

## Vida privada
Orozco nació el 16 de noviembre de 1987 en la ciudad de Irapuato, en el estado de Guanajuato, México. Es hijo de Luis Antonio Orozco, exfutbolista que jugó para el Atlético Tecomán y el Irapuato en la década de los 80, y de Lupita Peñuelas. Tiene un hermano mayor llamado Luis Alberto Orozco, que también era futbolista y jugó como delantero por última vez en los Dorados de Sinaloa, y una hermana llamada Yanira Orozco. Nació en Irapuato debido a que en ese momento su padre se encontraba jugando en el club de esa ciudad, pero después se mudó a Los Mochis para estar junto con toda su familia (que es originaria de allá) ya que su padre se retiró del fútbol. Orozco pasó toda su niñez en Los Mochis y por eso él se considera a sí mismo mochitense.
Es dueño de una Clínica de Rehabilitación llamada OSH (Orozco, Saucillo y Hernández), fue inaugurada en marzo de 2012 junto con el terapeuta Daniel Saucillo y el doctor Omar Hernández, con los cuales posee una gran amistad.
Su apodo del "Chuletita" es debido a su padre, ya que a este lo apodaban el "Hito Chuletas" y a su hermano mayor el "Chuleta", así que cuando llegó a Cruz Azul por primera vez la gente lo llamaba "Chuletita" ya que no se sabían su nombre.

## Trayectoria

### Inicios
Dejó el béisbol para seguir los pasos de su hermano Luis Alberto Orozco. Llegó a los 15 años al Club Deportivo Cruz Azul para jugar junto con su hermano, quien tenía 19, y le consiguió una prueba cuando estaba el profesor Armando Guerrero de técnico. Estuvo en el quinto equipo de Fuerzas Básicas y de ahí subió al equipo juvenil (Sub-20).

### Cruz Azul
Lo debutó Isaac Mizrahi con el Cruz Azul a los 17 años de edad durante el Apertura 2005 el 17 de septiembre de 2005 en un partido contra Tigres donde el Cruz Azul salió con una victoria por marcador de 2-1. Jugó cuatro partidos en el máximo circuito en dos temporadas, sumando 42 minutos dentro de las canchas. Estuvo en el primer equipo hasta los 19 años y entonces en el Apertura 2007 fue enviado al Cruz Azul Jasso donde jugó 14 partidos y anotó 13 goles. El siguiente año jugó en el Cruz Azul Hidalgo de la Primera División A para finalmente terminar volviendo a la Primera División de México en el 2008. Del 2008 al 2010, tuvo actuaciones alternas entre el Cruz Azul Hidalgo y Cruz Azul, y del 2010 al 2012 entre el primer equipo y el equipo sub-20, en este último jugó 10 partidos y anotó 17 goles.
El 26 de agosto de 2008 anotó su primer hat-trick en la victoria del Cruz Azul 6-0 contra Hankook Verdes en un partido de la Concacaf Liga Campeones 2008-09. El 12 de octubre anotó su primer gol en primera división en un partido que el Cruz Azul le ganó 0-2 al Club Universidad Nacional. El 30 de julio de 2009 consiguió su segundo triplete ante el Club Sport Herediano. El 25 de agosto de 2010 le anotó cuatro goles al Real Salt Lake y con esto se ganó su primera convocatoria a la Selección de fútbol de México. Después de su convocatoria a la selección nacional, no marco goles en la liga desde el 11 de septiembre de 2010 cuando le anotó un gol al Club Atlas de Guadalajara, y en la Concacaf Liga Campeones desde el 15 de septiembre cuando le anotó tres goles a Club Deportivo Árabe Unido.
El 22 de febrero de 2011 rompió una sequía de cinco meses sin anotar gol en ninguna competencia cuando le marco al Club Santos Laguna en el partido de cuartos de final de la Concacaf Liga Campeones 2010-11. El 6 de agosto volvió a anotar gol, en la fecha cuatro contra Atlante haciendo el segundo gol con el que su equipo venció 2-1 a las potros, rompiendo así otra mala racha, esta de casi 11 meses sin anotar en liga. El 8 de octubre entró de cambio en el partido contra Puebla de la jornada 12 del Apertura 2011 y faltando 13 minutos para el final anotó los dos únicos goles del partido.
El 5 de marzo de 2012 hizo su primera anotación al equipo del América, al minuto 59, en una asistencia de Javier Aquino, el partido terminó 3-1 a favor de Cruz Azul. El 8 de febrero anotó un doblete ante el Nacional de Paraguay en su primer partido jugando la Copa Libertadores de América. El 21 de marzo fue operado urgentemente del apéndice en un hospital de Brasil previo a un partido frente a Corinthians, lo que lo mantuvo fuera por 3 semanas. El 15 de abril regresó después de su operación en el partido Cruz Azul contra Toluca, jugó 10 minutos y anotó el último gol del partido que terminó con resultado de 0-3 a favor del Cruz Azul. El 1 de mayo marcó el único gol de Cruz Azul frente al Club Libertad en el empate a un gol correspondiente al partido de ida de los octavos de final de la Copa Libertadores 2012. El 4 de enero de 2013 anotó dos goles ante Monarcas, en el inicio del Clausura 2013.

### Santos Laguna
El 5 de junio de 2013 fue fichado por el Club Santos Laguna proveniente del Cruz Azul. Debutó con el Santos el 26 de julio en un partido contra su exequipo, el Cruz Azul, el juego terminó 3-2 a favor del Santos. Anotó por primera vez como lagunero el 11 de agosto en un partido contra el Toluca poniendo el 1 por 1. Anotó su primer doblete con el equipo el 1 de febrero de 2014 contra el Toluca y al minuto 35, en la jugada en la que anotó el segundo gol, Paulo Da Silva en su intento por detener el tanto acabó empujando a Orozco contra el poste de la portería, lo que le provocó una concusión cerebral que no paso a mayores.
Consiguió el título de la Copa México Apertura 2014 el 4 de noviembre, cuando Santos derrotó al Puebla Fútbol Club en penales en la final del torneo.
En la final del Torneo Clausura 2015 (México) anotó un "póker" el 28 de mayo de 2015 en el partido de ida ante el Querétaro Fútbol Club al minuto 5', 26', 33' y 63'. En el juego de vuelta Santos perdió 3-0, el marcador global terminó 5-3 a favor de Santos y Orozco obtuvo así su primer título de liga.

### Chiapas Fútbol Club
En el Torneo Apertura 2016 (México) llega a préstamo a los Jaguares de Chiapas procedente del Club Santos Laguna

### Tiburones Rojos de Veracruz
A partir del Torneo Clausura 2017 (México) jugó con el conjunto de los Tiburones Rojos

### Tampico Madero Fútbol Club
En julio del 2017 comienza su participación dentro del Torneo Apertura 2017 Liga de Ascenso integrándose a las filas del conjunto de la Jaiba Brava del Tampico Madero Fútbol Club, logrando anotar un total de 11 goles en 19 partidos (10 dentro de la fase regular y 1 en liguilla), posicionándose en el segundo lugar de la tabla de goleo individual del Ascenso Mx.

### Cancún FC
En enero de 2021 es fichado por el club dirigido por Christian Giménez para disputar la Liga de Expansión MX en el Guard1anes 2021

### Xelajú MC
Su último equipo fue Club Social y Deportivo Xelajú de la Liga Nacional de Fútbol de Guatemala. Se retiró oficialmente del fútbol federado el 21 de diciembre de 2021.

## Selección nacional
Después de tener buenas actuaciones en el torneo Bicentenario 2010 y en la Concacaf Liga Campeones 2010-11, Orozco logró su primera convocatoria a la selección nacional mexicana de fútbol. El 4 de septiembre del 2010 con Efraín Flores como técnico interino tuvo su debut con la Selección de fútbol de México en un partido contra la selección de Ecuador, entró de cambio por Carlos Vela al minuto 64. Después jugó otros 2 partidos con la selección nacional, el 7 de septiembre contra Colombia y el 12 de octubre contra Venezuela, ambos del año 2010.
Tras una ausencia de 3 años sin ser convocado, Javier Orozco, regresó al Tri que participó en la Copa Oro 2013, fue convocado por José Manuel de la Torre. Jugó cuatro de cinco partidos, entró de cambio en todos ellos y no logró anotar gol. El 28 de agosto de 2014 fue convocado por Miguel Herrera para disputar los partidos amistosos en contra de las selecciones de Bolivia y Chile.
Fue preseleccionado para disputar la Copa de Oro de la Concacaf 2015, y quedó fuera de la lista definitiva de 23 jugadores, pero el 2 de julio fue llamado en sustitución de Javier Hernández que sufrió una lesión previo a la competencia.
Partidos internacionales
| 1.  | 4 de septiembre de 2010 | Estadio Omnilife, Guadalajara, México                          | Ecuador           | 1-2 | Amistoso                         |
| 2.  | 7 de septiembre de 2010 | Estadio Universitario, San Nicolás de los Garza, México        | Colombia          | 1-0 | Amistoso                         |
| 3.  | 12 de octubre de 2010   | Estadio Olímpico Benito Juárez, Ciudad Juárez, México          | Venezuela         | 2-2 | Amistoso                         |
| 4.  | 11 de julio de 2013     | CenturyLink Field, Seattle, Estados Unidos                     | Canadá            | 2-0 | Copa de Oro de la Concacaf 2013  |
| 5.  | 14 de julio de 2013     | Invesco Field at Mile High, Denver, Estados Unidos             | Martinica         | 1-3 | Copa de Oro de la Concacaf 2013* |
| 6.  | 20 de julio de 2013     | Georgia Dome, Atlanta, Estados Unidos                          | Trinidad y Tobago | 1-0 | Copa de Oro de la Concacaf 2013  |
| 7.  | 24 de julio de 2013     | AT&T Stadium, Arlington, Estados Unidos                        | Panamá            | 2-1 | Copa de Oro de la Concacaf 2013  |
| 8.  | 6 de septiembre de 2014 | Levi's Stadium, Santa Clara, Estados Unidos                    | Chile             | 0-0 | Amistoso                         |
| 9.  | 9 de septiembre de 2014 | Dick's Sporting Goods Park, Commerce City, Estados Unidos      | Bolivia           | 1-0 | Amistoso                         |
| 10. | 9 de octubre de 2014    | Estadio Víctor Manuel Reyna, Tuxtla Gutiérrez, México          | Honduras          | 2-0 | Amistoso                         |
| 11. | 12 de octubre de 2014   | Estadio Corregidora, Querétaro, México                         | Panamá            | 1-0 | Amistoso                         |
| 12. | 12 de julio de 2015     | Estadio de la Universidad de Phoenix, Glendale, Estados Unidos | Guatemala         | 0-0 | Copa de Oro de la Concacaf 2015  |
| 13. | 22 de julio de 2015     | Georgia Dome, Atlanta, Estados Unidos                          | Panamá            | 1-2 | Copa de Oro de la Concacaf 2015  |
| 14. | 26 de julio de 2015     | Lincoln Financial Field, Filadelfia, Estados Unidos            | Jamaica           | 1-3 | Copa de Oro de la Concacaf 2015  |

- (*) Encuentro no avalado por FIFA.

## Estadísticas
Actualizado al último partido jugado el 22 de abril de 2021.

### Clubes
| Cruz Azul Hidalgo · México |               |               |     |     |    |    |    |     |     |     |
| 2ª | 2006-07       | 1             | 0   | -   | -  | -  | -  | 1   | 0   |     |
| 2ª | 2007-08       | 24            | 7   | -   | -  | -  | -  | 24  | 7   |     |
| 2ª | 2008-09       | 13            | 8   | -   | -  | -  | -  | 13  | 8   |     |
| 2ª | 2009-10       | 5             | 3   | -   | -  | -  | -  | 5   | 3   |     |
| Total club | Total club    | 43            | 18  | 0   | 0  | 0  | 0  | 43  | 18  |     |
| Cruz Azul F. C. · México |               |               |     |     |    |    |    |     |     |     |
| 1ª | 2005-06       | 4             | 0   | -   | -  | -  | -  | 4   | 0   |     |
| 1ª | 2008-09       | 10            | 2   | -   | -  | 8  | 7  | 18  | 9   |     |
| 1ª | 2009-10       | 23            | 5   | -   | -  | 10 | 5  | 33  | 10  |     |
| 1ª | 2010-11       | 29            | 6   | -   | -  | 11 | 11 | 40  | 17  |     |
| 1ª | 2011-12       | 23            | 7   | -   | -  | 6  | 5  | 29  | 12  |     |
| 1ª | 2012-13       | 36            | 9   | 12  | 5  | -  | -  | 48  | 14  |     |
| Total club | Total club    | 125           | 29  | 12  | 5  | 35 | 28 | 172 | 62  |     |
| C. Santos Laguna · México |               |               |     |     |    |    |    |     |     |     |
| 1ª | 2013-14       | 30            | 10  | 5   | 0  | 5  | 2  | 40  | 12  |     |
| 1ª | 2014-15       | 36            | 12  | 13  | 5  | -  | -  | 49  | 17  |     |
| 1ª | 2015-16       | 19            | 2   | -   | -  | 4  | 1  | 23  | 3   |     |
| Total club | Total club    | 85            | 24  | 18  | 5  | 9  | 3  | 112 | 32  |     |
| Chiapas F. C. · México |               |               |     |     |    |    |    |     |     |     |
| 1ª | 2016          | 12            | 1   | 5   | 0  | -  | -  | 17  | 1   |     |
| Total club | Total club    | 12            | 1   | 5   | 0  | -  | -  | 17  | 1   |     |
| C. D. Tiburones Rojos · México |               |               |     |     |    |    |    |     |     |     |
| 1ª | 2017          | 6             | 0   | 2   | 0  | -  | -  | 8   | 0   |     |
| Total club | Total club    | 6             | 0   | 2   | 0  | -  | -  | 8   | 0   |     |
| Tampico Madero F. C. · México |               |               |     |     |    |    |    |     |     |     |
| 2ª | 2017-18       | 33            | 13  | 4   | 0  | -  | -  | 37  | 13  |     |
| 2ª | 2018-19       | 23            | 11  | 3   | 2  | -  | -  | 26  | 13  |     |
| 2ª | 2019-20       | 10            | 1   | -   | -  | -  | -  | 10  | 1   |     |
| Total club | Total club    | 66            | 25  | 7   | 2  | -  | -  | 73  | 27  |     |
| Cancún F. C. · México |               |               |     |     |    |    |    |     |     |     |
| 2ª | 2020-21       | 15            | 2   | -   | -  | -  | -  | 15  | 2   |     |
| Total club | Total club    | 15            | 2   | -   | -  | -  | -  | 15  | 2   |     |
| C. S. D. Xelajú · Guatemala |               |               |     |     |    |    |    |     |     |     |
| 1ª | 2021-22       | 23            | 5   | -   | -  | -  | -  | 23  | 5   |     |
| Total club | Total club    | 23            | 5   | -   | -  | -  | -  | 23  | 5   |     |
| Total carrera | Total carrera | Total carrera | 375 | 104 | 44 | 12 | 44 | 31  | 463 | 147 |
| (1)Incluye datos de la Copa México (2)Incluye datos de la Concacaf Liga de Campeones (2008-09, 2009-10, 2010-11, 2015-16) y Copa Libertadores de América (2012, 2014) |               |               |     |     |    |    |    |     |     |     |

### Selecciones
| Competición                     | Categoría | Sede                    | Resultado    | PJ | G |
| ------------------------------- | --------- | ----------------------- | ------------ | -- | - |
| Copa de Oro de la Concacaf 2013 | Absoluta  | Estados Unidos          | Tercer lugar | 4  | 0 |
| Copa de Oro de la Concacaf 2015 | Absoluta  | Estados Unidos · Canadá | Campeón      | 3  | 0 |
| Amistosos                       | Absoluta  | –                       | –            | 7  | 0 |
| Total                           | –         | –                       | –            | 14 | 0 |

### Resumen estadístico
| Competición           | Partidos | Goles |
| --------------------- | -------- | ----- |
| Liga                  | 375      | 104   |
| Copas nacionales      | 44       | 12    |
| Copas internacionales | 44       | 31    |
| Selección de México   | 14       | 0     |
| Total                 | 477      | 147   |

## Palmarés

### Campeonatos nacionales
| Título               | Club               | País   | Año     |
| -------------------- | ------------------ | ------ | ------- |
| Copa México          | Cruz Azul          | México | 2013    |
| Copa México          | Club Santos Laguna | México | 2014    |
| Torneo Clausura      | Club Santos Laguna | México | 2015    |
| Campeón de Campeones | Club Santos Laguna | México | 2014-15 |

### Campeonatos internacionales
| Título                     | Equipo              | País                    | Año  |
| -------------------------- | ------------------- | ----------------------- | ---- |
| Copa de Oro de la Concacaf | Selección de México | Estados Unidos · Canadá | 2015 |

### Distinciones individuales
| Distinción                                               | Año     |
| -------------------------------------------------------- | ------- |
| Máximo goleador de la Concacaf Liga Campeones (7 goles)  | 2008-09 |
| Máximo goleador de la Concacaf Liga Campeones (11 goles) | 2010-11 |
| Jugador de Semana 3 de la Copa Libertadores              | 2012    |